# Ocumare del Tuy

Ocumare del Tuy é uma cidade do Miranda (estado), na Venezuela, capital do município de Lander. Está situada à margem do rio Tuy e tende a converter-se em cidade-dormitório da área metropolitana de Caracas.
Presta serviços administrativos e comerciais à sua zona de influência agropecuária. Foi fundada em 1683 como San Diego del Tuy, topônimo que mudou no século XVIII para San Diego de Alcalá de la Sabana de Ocumare. População (1996), 106.547 habitantes.